# Sasal
Sasal est un village de la province de Huesca, situé à environ deux kilomètres à l'ouest de la ville de Sabiñánigo. Il comptait 36 habitants en 1980, contre 3 aujourd'hui (INE, 2013). L'église du village est de style mozarabe.